# Groot-Bulgarije
Groot-Bulgarije is een denkbeeld in de Bulgaarse politiek dat de vestiging van een Bulgaarse staat behelsde, die de woongebieden van alle etnische Bulgaren omvatte. Deze staat moest het huidige Bulgarije ("oud"-Bulgarije), Grieks Macedonië, Noord-Macedonië, Thessaloniki, en geheel Thracië omvatten. Hiermee is het idee een broertje van het "Megali Idea"(Griekenland), de "Heim ins Reich"-gedachte (Duitsland), Groot-Roemenië (Roemenië), en ook de Groot-Nederlandse ideeën (Nederland). Groot-Bulgarije zou de Balkan beheersen en op lange termijn zelfs een grote mogendheid kunnen worden. Tot 1945 vormde deze stroming een wezenlijk element van de Bulgaarse politiek.

## Geschiedenis
In 1878 werd een Bulgaarse staat gecreëerd die ruwweg Groot-Bulgarije omvatte (Vrede van San Stefano). De Vrede van Berlijn matigde dit, en knipte Bulgarije in drie stukken. Macedonië in het westen kwam volledig onder Turkse soevereiniteit, Oost-Roemelië in het zuiden gedeeltelijk, en (Noord-)Bulgarije werd een vorstendom. Voor de Bulgaren was dit een zeer bittere pil. Groot-Bulgarije ging ten onder en Bulgarije werd verminkt geboren.
In 1912 kwam de verwezenlijking van Groot-Bulgarije weer wat dichterbij: in de Eerste Balkanoorlog had Bulgarije enorme stukken land veroverd en was nu een groot land, dat over de Egeïsche en Zwarte Zee uitkeek. In de Tweede Balkanoorlog werd een groot deel hiervan Bulgarije door jaloerse buren ontnomen, wat het land ertoe bracht om in de Eerste Wereldoorlog de zijde van Duitsland te kiezen. Dit kwam het land uiteindelijk op nog meer territoriaal verlies te staan.
In de Tweede Wereldoorlog wist Bulgarije Macedonië, West-Thracië en de zuidelijke Dobroedzja opnieuw te bezetten. Na 1945 moesten deze gebieden, op het laatste na, weer worden teruggegeven. Het land viel vervolgens onder de Sovjetinvloed, waarin door Moskou geen ruimte werd gelaten voor revisionistische verlangens. Heden, in 2005, streeft de oude beweging VMRO nog steeds naar de annexatie van Macedonië. Bulgarije is echter in 2007 lid geworden van de Europese Unie, en kan het zich niet meer veroorloven buurlanden te bedreigen of te destabiliseren. De verlangens van de VMRO genieten daarom weinig steun van de bevolking, en worden als gedateerd terzijde geschoven.